# Isola Staten (Isole Andreanof)
Staten (in aleutino Iluugix Tanax) è una piccola isola disabitata delle isole Andreanof, nell'arcipelago delle Aleutine, e appartiene all'Alaska (USA). Si trova nella Bay of Islands, sulla costa occidentale di Adak; ha 1,5 km di lunghezza e un'altitudine massima di 60 m.
È stata così chiamata nel 1934 dai membri della spedizione Aleutian Island Survey della US Navy, per una vaga somiglianza con Staten Island (New York).